# 达迈尔
达迈尔（阿拉伯语：‎ ） 是苏丹尼罗州的首府。它位于尼罗河和阿特巴拉河的交汇处，是该州人流量最大的城镇。人口20000。
达迈尔有一个著名的市场Soug Al sabit，在该地区有着最重要的地位。